# Dendrímer
Un dendrímer és un compost químic constituït per macromolècules molt ramificades, formades per un nucli central, unes branques disposades de forma esfèrica constituïdes per la repetició d'un cert nombre de monòmers i uns grups funcionals terminals.
Emprant reaccions químiques successives d’addició de monòmers polifuncionals a partir d’un nucli central, el nombre de branques es pot fer créixer geomètricament, la qual cosa produeix un augment del grau de ramificació i dona lloc a una forma esfèrica. La introducció d'àtoms o ions de metalls en dendrímers d’estructura porosa ha permès obtenir catalitzadors metàl·lics en dissolució. La porositat del dendrímer triat influeix sobre la velocitat de reacció i limita l’acció catalítica a molècules d’una mida determinada. Els dendrímers comercials troben aplicació com a recobriments protectors de corrosió en la indústria de pintures i de vernissos i com a catalitzadors de reaccions diverses a escala industrial.
El mot «dendrímer» fou encunyat el 1985 pel químic estatunidenc Donald A. Tomalia (1938) a partir dels mots grecs δέντρο dendro, que significa ‘arbre’, i de μέροσ meros, que vol dir ‘part’. Per tant, «dendrímer» etimològicament significa «com la part d'un arbre».